# John O'Shea
John Francis O'Shea (Waterford, 30 april 1981) is een Iers voormalig voetballer die doorgaans als verdediger speelde. Hij beëindigde medio 2019 zijn profcarrière bij Reading en speelde onder meer zestien jaar bij Manchester United. O'Shea was van 2001 tot en met 2018 international in het Iers voetbalelftal, waarvoor hij 118 interlands speelde en drie keer scoorde.

## Clubcarrière
Nadat hij zijn school had afgemaakt, reisde O'Shea naar Manchester om er op zeventienjarige leeftijd zijn eerste professionele contract te tekenen bij Manchester United. Voorheen reisde hij daar elke zomer naartoe om mee te trainen bij de jeugd. In 1999 maakte hij op Villa Park zijn debuut in de hoofdmacht tegen Aston Villa. Manchester United verhuurde hem de twee volgende seizoenen, eerst aan AFC Bournemouth en daarna aan Royal Antwerp. Gedurende het seizoen 2001/02 speelde O'Shea op verschillende plekken op het middenveld en in de verdediging van Manchester United. Dit leverde hem de bijnaam Mr. Versatile ("mr. veelzijdig") op. O'Shea kwam op 4 februari 2007 in een competitieduel tegen Tottenham Hotspur in het doel te staan, omdat Edwin van der Sar een gebroken neus had opgelopen in een duel met Tottenham-speler Robbie Keane. United had alle drie de wisselmogelijkheden al gebruikt.
O'Shea liet Manchester United op 7 juli 2011 na zestien jaar achter zich en tekende contract voor vier jaar bij Sunderland, waarvoor hij meerdere seizoenen lang aanvoerder was. In de jaargang 2014/15 speelde hij zijn honderdste clubwedstrijd voor The Black Cats. Hij verruilde Sunderland in juli 2018 voor Reading en beëindigde daar medio 2019 zijn profcarrière.

## Clubstatistieken
| Seizoen         | Club                 | Competitie      | Competitie | Competitie | Beker | Beker | Internationaal | Internationaal | Totaal | Totaal |
| Seizoen         | Club                 | Competitie      | Wed.       | Dlp.       | Wed.  | Dlp.  | Wed.           | Dlp.           | Wed.   | Dlp.   |
| --------------- | -------------------- | --------------- | ---------- | ---------- | ----- | ----- | -------------- | -------------- | ------ | ------ |
| 1999/00         | Manchester United    | Premier League  | 0          | 0          | 1     | 0     | 0              | 0              | 1      | 0      |
| Club totaal     | Club totaal          | Club totaal     | 0          | 0          | 1     | 0     | 0              | 0              | 1      | 0      |
| 1999/00         | Bournemouth (huur)   | League One      | 10         | 1          | 0     | 0     | –              | –              | 10     | 1      |
| Club totaal     | Club totaal          | Club totaal     | 10         | 1          | 0     | 0     | 0              | 0              | 10     | 1      |
| 2000/01         | Royal Antwerp (huur) | Eerste klasse   | 14         | 0          | 0     | 0     | –              | –              | 14     | 0      |
| Club totaal     | Club totaal          | Club totaal     | 14         | 0          | 0     | 0     | 0              | 0              | 14     | 0      |
| 2000/01         | Manchester United    | Premier League  | 0          | 0          | 2     | 0     | 0              | 0              | 2      | 0      |
| 2001/02         | Manchester United    | Premier League  | 9          | 0          | 1     | 0     | 3              | 0              | 13     | 0      |
| 2002/03         | Manchester United    | Premier League  | 32         | 0          | 4     | 0     | 16             | 0              | 52     | 0      |
| 2003/04         | Manchester United    | Premier League  | 33         | 2          | 9     | 0     | 7              | 0              | 49     | 2      |
| 2004/05         | Manchester United    | Premier League  | 23         | 2          | 9     | 1     | 5              | 0              | 37     | 3      |
| 2005/06         | Manchester United    | Premier League  | 34         | 1          | 6     | 1     | 7              | 0              | 47     | 2      |
| 2006/07         | Manchester United    | Premier League  | 32         | 4          | 6     | 0     | 11             | 1              | 49     | 5      |
| 2007/08         | Manchester United    | Premier League  | 28         | 0          | 4     | 0     | 6              | 0              | 38     | 0      |
| 2008/09         | Manchester United    | Premier League  | 30         | 0          | 12    | 1     | 12             | 1              | 54     | 2      |
| 2009/10         | Manchester United    | Premier League  | 15         | 1          | 1     | 0     | 2              | 0              | 18     | 1      |
| 2010/11         | Manchester United    | Premier League  | 20         | 0          | 6     | 0     | 6              | 0              | 32     | 0      |
| Club totaal     | Club totaal          | Club totaal     | 256        | 10         | 60    | 3     | 75             | 2              | 391    | 15     |
| 2011/12         | Sunderland           | Premier League  | 29         | 0          | 5     | 0     | –              | –              | 34     | 0      |
| 2012/13         | Sunderland           | Premier League  | 34         | 2          | 2     | 0     | –              | –              | 36     | 2      |
| 2013/14         | Sunderland           | Premier League  | 33         | 1          | 9     | 0     | –              | –              | 42     | 1      |
| 2014/15         | Sunderland           | Premier League  | 37         | 0          | 6     | 0     | –              | –              | 43     | 0      |
| 2015/16         | Sunderland           | Premier League  | 19         | 0          | 3     | 0     | –              | –              | 22     | 0      |
| Club totaal     | Club totaal          | Club totaal     | 152        | 3          | 25    | 0     | 0              | 0              | 177    | 3      |
| Carrière totaal | Carrière totaal      | Carrière totaal | 432        | 14         | 86    | 0     | 75             | 2              | 593    | 16     |

## Interlandcarrière
O'Shea speelde zijn eerste interland voor Ierland op 15 augustus 2001, toen hij na 84 minuten inviel voor Gary Kelly in het duel tegen Kroatië. Hij veroorzaakte hierin een strafschop, waardoor Kroatië op 2–2 kwam, wat tevens de eindstand was. Andere debutanten namens Ierland in dat duel waren Steven Reid (Millwall FC) en Clinton Morrison (Crystal Palace FC).
O'Shea nam met Ierland deel aan het Europees kampioenschap voetbal 2012 in Polen en Oekraïne, waar de ploeg van bondscoach Giovanni Trapattoni werd uitgeschakeld in de groepsronde na nederlagen tegen achtereenvolgens Kroatië (3–1), Spanje (4–0) en Italië (2–0). In zijn 100ste interland, op 14 oktober 2014 in de EK-kwalificatiewedstrijd in en tegen Duitsland, maakte hij in de blessuretijd de gelijkmaker: 1–1. Met Ierland nam O'Shea in juni 2016 deel aan het Europees kampioenschap voetbal 2016 in Frankrijk. Ierland werd in de achtste finale uitgeschakeld door gastland Frankrijk na twee doelpunten van Antoine Griezmann.
| Interlands van John O'Shea voor Ierland | Interlands van John O'Shea voor Ierland | Interlands van John O'Shea voor Ierland | Interlands van John O'Shea voor Ierland | Interlands van John O'Shea voor Ierland | Interlands van John O'Shea voor Ierland | Interlands van John O'Shea voor Ierland |
| №                                       | Datum                                   | Wedstrijd                               | Uitslag                                 | Soort wedstrijd                         | Doelpunten                              |                                         |
| Als speler bij Manchester United        | Als speler bij Manchester United        | Als speler bij Manchester United        | Als speler bij Manchester United        | Als speler bij Manchester United        | Als speler bij Manchester United        | Als speler bij Manchester United        |
| --------------------------------------- | --------------------------------------- | --------------------------------------- | --------------------------------------- | --------------------------------------- | --------------------------------------- | --------------------------------------- |
| 1.                                      | 15 augustus 2001                        | Ierland – Kroatië                       | 2 – 2                                   | Vriendschappelijk                       |                                         |                                         |
| 2.                                      | 20 november 2002                        | Griekenland – Ierland                   | 0 – 0                                   | Vriendschappelijk                       |                                         |                                         |
| 3.                                      | 12 februari 2003                        | Schotland – Ierland                     | 0 – 2                                   | Vriendschappelijk                       |                                         |                                         |
| 4.                                      | 29 maart 2003                           | Georgië – Ierland                       | 1 – 2                                   | Kwalificatie EK 2004                    |                                         |                                         |
| 5.                                      | 2 april 2003                            | Albanië – Ierland                       | 0 – 0                                   | Kwalificatie EK 2004                    |                                         |                                         |
| 6.                                      | 7 juni 2003                             | Ierland – Albanië                       | 2 – 1                                   | Kwalificatie EK 2004                    |                                         |                                         |
| 7.                                      | 11 juni 2003                            | Ierland – Georgië                       | 2 – 0                                   | Kwalificatie EK 2004                    |                                         |                                         |
| 8.                                      | 19 augustus 2003                        | Ierland – Australië                     | 2 – 1                                   | Vriendschappelijk                       | 74'                                     |                                         |
| 9.                                      | 6 september 2003                        | Ierland – Rusland                       | 1 – 1                                   | Kwalificatie EK 2004                    |                                         |                                         |
| 10.                                     | 11 oktober 2003                         | Zwitserland – Ierland                   | 2 – 0                                   | Kwalificatie EK 2004                    |                                         |                                         |
| 11.                                     | 18 november 2003                        | Ierland – Canada                        | 3 – 0                                   | Vriendschappelijk                       |                                         |                                         |
| 12.                                     | 18 februari 2004                        | Ierland – Brazilië                      | 0 – 0                                   | Vriendschappelijk                       |                                         |                                         |
| 13.                                     | 28 april 2004                           | Polen – Ierland                         | 0 – 0                                   | Vriendschappelijk                       |                                         |                                         |
| 14.                                     | 2 juni 2004                             | Ierland – Jamaica                       | 1 – 0                                   | Unity Cup                               |                                         |                                         |
| 15.                                     | 18 augustus 2004                        | Ierland – Bulgarije                     | 1 – 1                                   | Vriendschappelijk                       |                                         |                                         |
| 16.                                     | 4 september 2004                        | Ierland – Cyprus                        | 3 – 0                                   | Kwalificatie WK 2006                    |                                         |                                         |
| 17.                                     | 9 oktober 2004                          | Frankrijk – Ierland                     | 0 – 0                                   | Kwalificatie WK 2006                    |                                         |                                         |
| 18.                                     | 13 oktober 2004                         | Ierland – Faeröer                       | 2 – 0                                   | Kwalificatie WK 2006                    |                                         |                                         |
| 19.                                     | 16 november 2004                        | Ierland – Kroatië                       | 1 – 0                                   | Vriendschappelijk                       |                                         |                                         |
| 20.                                     | 9 februari 2005                         | Ierland – Portugal                      | 1 – 0                                   | Vriendschappelijk                       |                                         |                                         |
| 21.                                     | 26 maart 2005                           | Israël – Ierland                        | 1 – 1                                   | Kwalificatie WK 2006                    |                                         |                                         |
| 22.                                     | 29 maart 2005                           | Ierland – China                         | 1 – 0                                   | Vriendschappelijk                       |                                         |                                         |
| 23.                                     | 4 juni 2005                             | Ierland – Israël                        | 2 – 2                                   | Kwalificatie WK 2006                    |                                         |                                         |
| 24.                                     | 8 juni 2005                             | Faeröer – Ierland                       | 0 – 2                                   | Kwalificatie WK 2006                    |                                         |                                         |
| 25.                                     | 17 augustus 2005                        | Ierland – Italië                        | 1 – 2                                   | Vriendschappelijk                       |                                         |                                         |
| 26.                                     | 7 september 2005                        | Ierland – Frankrijk                     | 0 – 1                                   | Kwalificatie WK 2006                    |                                         |                                         |
| 27.                                     | 8 oktober 2005                          | Cyprus – Ierland                        | 0 – 1                                   | Kwalificatie WK 2006                    |                                         |                                         |
| 28.                                     | 12 oktober 2005                         | Ierland – Zwitserland                   | 0 – 0                                   | Kwalificatie WK 2006                    |                                         |                                         |
| 29.                                     | 1 maart 2006                            | Ierland – Zweden                        | 3 – 0                                   | Vriendschappelijk                       |                                         |                                         |
| 30.                                     | 24 mei 2006                             | Ierland – Chili                         | 0 – 1                                   | Vriendschappelijk                       |                                         |                                         |
| 31.                                     | 16 augustus 2006                        | Ierland – Nederland                     | 0 – 4                                   | Vriendschappelijk                       |                                         |                                         |
| 32.                                     | 2 september 2006                        | Duitsland – Ierland                     | 1 – 0                                   | Kwalificatie EK 2008                    |                                         |                                         |
| 33.                                     | 7 oktober 2006                          | Cyprus – Ierland                        | 5 – 2                                   | Kwalificatie EK 2008                    |                                         |                                         |
| 34.                                     | 11 oktober 2006                         | Ierland – Tsjechië                      | 1 – 1                                   | Kwalificatie EK 2008                    |                                         |                                         |
| 35.                                     | 15 november 2006                        | Ierland – San Marino                    | 5 – 0                                   | Kwalificatie EK 2008                    |                                         |                                         |
| 36.                                     | 7 februari 2007                         | San Marino – Ierland                    | 1 – 2                                   | Kwalificatie EK 2008                    |                                         |                                         |
| 37.                                     | 24 maart 2007                           | Ierland – Wales                         | 1 – 0                                   | Kwalificatie EK 2008                    |                                         |                                         |
| 38.                                     | 28 maart 2007                           | Ierland – Slowakije                     | 1 – 0                                   | Kwalificatie EK 2008                    |                                         |                                         |
| 39.                                     | 22 augustus 2007                        | Denemarken – Ierland                    | 0 – 4                                   | Vriendschappelijk                       |                                         |                                         |
| 40.                                     | 8 september 2007                        | Slowakije – Ierland                     | 2 – 2                                   | Kwalificatie EK 2008                    |                                         |                                         |
| 41.                                     | 12 september 2007                       | Tsjechië – Ierland                      | 1 – 0                                   | Kwalificatie EK 2008                    |                                         |                                         |
| 42.                                     | 17 oktober 2007                         | Ierland – Cyprus                        | 1 – 1                                   | Kwalificatie EK 2008                    |                                         |                                         |
| 43.                                     | 17 november 2007                        | Wales – Ierland                         | 2 – 2                                   | Kwalificatie EK 2008                    |                                         |                                         |
| 44.                                     | 6 februari 2008                         | Ierland – Brazilië                      | 0 – 1                                   | Vriendschappelijk                       |                                         |                                         |
| 45.                                     | 29 mei 2008                             | Ierland – Colombia                      | 1 – 0                                   | Vriendschappelijk                       |                                         |                                         |
| 46.                                     | 20 augustus 2008                        | Noorwegen – Ierland                     | 1 – 1                                   | Vriendschappelijk                       |                                         |                                         |
| 47.                                     | 6 september 2008                        | Georgië – Ierland                       | 1 – 2                                   | Kwalificatie WK 2010                    |                                         |                                         |
| 48.                                     | 10 september 2008                       | Montenegro – Ierland                    | 0 – 0                                   | Kwalificatie WK 2010                    |                                         |                                         |
| 49.                                     | 15 oktober 2008                         | Ierland – Cyprus                        | 1 – 0                                   | Kwalificatie WK 2010                    |                                         |                                         |
| 50.                                     | 19 november 2008                        | Ierland – Polen                         | 2 – 3                                   | Vriendschappelijk                       |                                         |                                         |
| 51.                                     | 11 februari 2009                        | Ierland – Georgië                       | 2 – 1                                   | Kwalificatie WK 2010                    |                                         |                                         |
| 52.                                     | 28 maart 2009                           | Ierland – Bulgarije                     | 1 – 1                                   | Kwalificatie WK 2010                    |                                         |                                         |
| 53.                                     | 1 april 2009                            | Italië – Ierland                        | 1 – 1                                   | Kwalificatie WK 2010                    |                                         |                                         |
| 54.                                     | 6 juni 2009                             | Bulgarije – Ierland                     | 1 – 1                                   | Kwalificatie WK 2010                    |                                         |                                         |
| 55.                                     | 12 augustus 2009                        | Ierland – Australië                     | 0 – 3                                   | Vriendschappelijk                       |                                         |                                         |
| 56.                                     | 5 september 2009                        | Cyprus – Ierland                        | 1 – 2                                   | Kwalificatie WK 2010                    |                                         |                                         |
| 57.                                     | 10 oktober 2009                         | Ierland – Italië                        | 2 – 2                                   | Kwalificatie WK 2010                    |                                         |                                         |
| 58.                                     | 14 oktober 2009                         | Ierland – Montenegro                    | 0 – 0                                   | Kwalificatie WK 2010                    |                                         |                                         |
| 59.                                     | 14 november 2009                        | Ierland – Frankrijk                     | 0 – 1                                   | Kwalificatie WK 2010                    |                                         |                                         |
| 60.                                     | 18 november 2009                        | Frankrijk – Ierland                     | 1 – 1                                   | Kwalificatie WK 2010                    |                                         |                                         |
| 61.                                     | 25 mei 2010                             | Ierland – Paraguay                      | 2 – 1                                   | Vriendschappelijk                       |                                         |                                         |
| 62.                                     | 28 mei 2010                             | Ierland – Algerije                      | 3 – 0                                   | Vriendschappelijk                       |                                         |                                         |
| 63.                                     | 11 augustus 2010                        | Ierland – Argentinië                    | 0 – 1                                   | Vriendschappelijk                       |                                         |                                         |
| 64.                                     | 3 september 2010                        | Armenië – Ierland                       | 0 – 1                                   | Kwalificatie EK 2012                    |                                         |                                         |
| 65.                                     | 7 september 2010                        | Ierland – Andorra                       | 3 – 1                                   | Kwalificatie EK 2012                    |                                         |                                         |
| 66.                                     | 8 oktober 2010                          | Ierland – Rusland                       | 2 – 3                                   | Kwalificatie EK 2012                    |                                         |                                         |
| 67.                                     | 12 oktober 2010                         | Slowakije – Ierland                     | 1 – 1                                   | Kwalificatie EK 2012                    |                                         |                                         |
| 68.                                     | 17 november 2010                        | Ierland – Noorwegen                     | 1 – 2                                   | Vriendschappelijk                       |                                         |                                         |
| 69.                                     | 8 februari 2011                         | Ierland – Wales                         | 3 – 0                                   | Carling Nations Cup                     |                                         |                                         |
| 70.                                     | 4 juni 2011                             | Macedonië – Ierland                     | 0 – 2                                   | Kwalificatie EK 2012                    |                                         |                                         |
| Als speler bij Sunderland               |                                         |                                         |                                         |                                         |                                         |                                         |
| 71.                                     | 2 september 2011                        | Ierland – Slowakije                     | 0 – 0                                   | Kwalificatie EK 2012                    |                                         |                                         |
| 72.                                     | 7 oktober 2011                          | Andorra – Ierland                       | 0 – 2                                   | Kwalificatie EK 2012                    |                                         |                                         |
| 73.                                     | 11 oktober 2011                         | Ierland – Armenië                       | 2 – 1                                   | Kwalificatie EK 2012                    |                                         |                                         |
| 74.                                     | 15 november 2011                        | Ierland – Estland                       | 1 – 1                                   | Kwalificatie EK 2012                    |                                         |                                         |
| 75.                                     | 29 februari 2012                        | Ierland – Tsjechië                      | 1 – 1                                   | Vriendschappelijk                       |                                         |                                         |
| 76.                                     | 4 juni 2012                             | Hongarije – Ierland                     | 0 – 0                                   | Vriendschappelijk                       |                                         |                                         |
| 77.                                     | 10 juni 2012                            | Kroatië – Ierland                       | 3 – 1                                   | EK 2012                                 |                                         |                                         |
| 78.                                     | 14 juni 2012                            | Ierland – Spanje                        | 0 – 4                                   | EK 2012                                 |                                         |                                         |
| 79.                                     | 18 juni 2012                            | Italië – Ierland                        | 2 – 0                                   | EK 2012                                 |                                         |                                         |
| 80.                                     | 15 augustus 2012                        | Servië – Ierland                        | 0 – 0                                   | Vriendschappelijk                       |                                         |                                         |
| 81.                                     | 7 september 2012                        | KAZ – Ierland                           | 1 – 2                                   | Kwalificatie WK 2014                    |                                         |                                         |
| 82.                                     | 12 oktober 2012                         | Ierland – Duitsland                     | 1 – 6                                   | Kwalificatie WK 2014                    |                                         |                                         |
| 83.                                     | 16 oktober 2012                         | Faeröer – Ierland                       | 1 – 4                                   | Kwalificatie WK 2014                    |                                         |                                         |
| 84.                                     | 14 november 2012                        | Ierland – Griekenland                   | 0 – 1                                   | Vriendschappelijk                       |                                         |                                         |
| 85.                                     | 6 februari 2013                         | Ierland – Polen                         | 2 – 0                                   | Vriendschappelijk                       |                                         |                                         |
| 86.                                     | 22 maart 2013                           | Zweden – Ierland                        | 0 – 0                                   | Kwalificatie WK 2014                    |                                         |                                         |
| 87.                                     | 26 maart 2013                           | Ierland – Oostenrijk                    | 2 – 2                                   | Kwalificatie WK 2014                    |                                         |                                         |
| 88.                                     | 29 mei 2013                             | Engeland – Ierland                      | 1 – 1                                   | Vriendschappelijk                       |                                         |                                         |
| 89.                                     | 7 juni 2013                             | Ierland – Faeröer                       | 3 – 0                                   | Kwalificatie WK 2014                    |                                         |                                         |
| 90.                                     | 14 augustus 2013                        | Wales – Ierland                         | 0 – 0                                   | Vriendschappelijk                       |                                         |                                         |
| 91.                                     | 6 september 2013                        | Ierland – Zweden                        | 1 – 2                                   | Kwalificatie WK 2014                    |                                         |                                         |
| 92.                                     | 10 september 2013                       | Oostenrijk – Ierland                    | 1 – 0                                   | Kwalificatie WK 2014                    |                                         |                                         |
| 93.                                     | 15 oktober 2013                         | Ierland – Kazachstan                    | 3 – 1                                   | Kwalificatie WK 2014                    | 26'                                     |                                         |
| 94.                                     | 15 november 2013                        | Ierland – Letland                       | 3 – 0                                   | Vriendschappelijk                       |                                         |                                         |
| 95.                                     | 19 november 2013                        | Polen – Ierland                         | 0 – 0                                   | Vriendschappelijk                       |                                         |                                         |
| 96.                                     | 25 mei 2014                             | Ierland – Turkije                       | 1 – 2                                   | Vriendschappelijk                       |                                         |                                         |
| 97.                                     | 31 mei 2014                             | Italië – Ierland                        | 0 – 0                                   | Vriendschappelijk                       |                                         |                                         |
| 98.                                     | 7 september 2014                        | Georgië – Ierland                       | 1 – 2                                   | Kwalificatie EK 2016                    |                                         |                                         |
| 99.                                     | 11 oktober 2014                         | Ierland – Gibraltar                     | 7 – 0                                   | Kwalificatie EK 2016                    |                                         |                                         |
| 100.                                    | 14 oktober 2014                         | Duitsland – Ierland                     | 1 – 1                                   | Kwalificatie EK 2016                    | 90+4'                                   |                                         |
| 101.                                    | 14 november 2014                        | Schotland – Ierland                     | 1 – 0                                   | Kwalificatie EK 2016                    |                                         |                                         |
| 102.                                    | 29 maart 2015                           | Ierland – Polen                         | 1 – 1                                   | Kwalificatie EK 2016                    |                                         |                                         |
| 103.                                    | 7 juni 2015                             | Ierland – Engeland                      | 0 – 0                                   | Vriendschappelijk                       |                                         |                                         |
| 104.                                    | 13 juni 2015                            | Ierland – Schotland                     | 1 – 1                                   | Kwalificatie EK 2016                    |                                         |                                         |
| 105.                                    | 4 september 2015                        | Gibraltar – Ierland                     | 0 – 4                                   | Kwalificatie EK 2016                    |                                         |                                         |
| 106.                                    | 7 september 2015                        | Ierland – Georgië                       | 1 – 0                                   | Kwalificatie EK 2016                    |                                         |                                         |
| 107.                                    | 8 oktober 2015                          | Ierland – Duitsland                     | 1 – 0                                   | Kwalificatie EK 2016                    |                                         |                                         |
| 108.                                    | 11 oktober 2015                         | Polen – Ierland                         | 2 – 1                                   | Kwalificatie EK 2016                    |                                         |                                         |
| 109.                                    | 16 november 2015                        | Ierland – Bosnië en Herzegovina         | 2 – 0                                   | Kwalificatie EK 2016                    |                                         |                                         |
| 110.                                    | 29 maart 2016                           | Ierland – Slowakije                     | 2 – 2                                   | Vriendschappelijk                       |                                         |                                         |
| 111.                                    | 27 mei 2016                             | Ierland – Nederland                     | 1 – 1                                   | Vriendschappelijk                       |                                         |                                         |
| 112.                                    | 13 juni 2016                            | Ierland – Zweden                        | 1 – 1                                   | EK 2016                                 |                                         |                                         |
| 113.                                    | 18 juni 2016                            | België – Ierland                        | 3 – 0                                   | EK 2016                                 |                                         |                                         |
| 114.                                    | 26 juni 2016                            | Frankrijk – Ierland                     | 2 – 1                                   | EK 2016                                 |                                         |                                         |

## Erelijst
| Competitie               |                   |                                             |                   |                   |
| Competitie               | Aantal            | Jaren                                       |                   |                   |
| Manchester United        | Manchester United | Manchester United                           | Manchester United | Manchester United |
| ------------------------ | ----------------- | ------------------------------------------- | ----------------- | ----------------- |
| UEFA Champions League    | 1x                | 2007/08                                     |                   |                   |
| Wereldkampioen clubteams | 1x                | 2008                                        |                   |                   |
| Kampioen Premier League  | 5x                | 2002/03, 2006/07, 2007/08, 2008/09, 2010/11 |                   |                   |
| FA Cup                   | 1x                | 2003/04                                     |                   |                   |
| League Cup               | 2x                | 2005/06, 2008/09                            |                   |                   |
| FA Community Shield      | 4x                | 2003, 2007, 2008, 2010                      |                   |                   |
| Ierland –17              |                   |                                             |                   |                   |
| Europees kampioen –17    | 1x                | 1998                                        |                   |                   |